# 北竿山
北竿山，是上海市松江区的山峰，因“土宜美箭”而得名。又称箭山、竹簳山、北干山、菑山。面积0.133平方千米，海拔40.4米。1957年发掘出商朝至汉朝时期的陶器。